# Hydrorhoa
Hydrorhoa is een geslacht van vliesvleugeligen uit de familie Eucharitidae. De wetenschappelijke naam van dit geslacht is voor het eerst geldig gepubliceerd in 1905 door Kieffer.

## Soorten
Het geslacht Hydrorhoa omvat de volgende soorten:
- Hydrorhoa caffra (Westwood, 1874)
- Hydrorhoa fianarantsoae (Risbec, 1952)
- Hydrorhoa multistriata (Risbec, 1952)
- Hydrorhoa stevensoni (Risbec, 1958)
- Hydrorhoa striata (Risbec, 1951)
- Hydrorhoa striaticeps Kieffer, 1905
- Hydrorhoa striolata (Risbec, 1953)